# Glödhett
Glödhett (originaltitel: White Heat) är en amerikansk gangsterfilm från 1949 i regi av Raoul Walsh. Filmen är upptagen i amerikanska National Film Registry sedan 2003. I Sverige blev filmen totalförbjuden av filmcensuren och kom inte att ha premiär förrän 1963 då den fick en åldersgräns på 15 år.

## Handling
Cody Jarrett (James Cagney) är ledare för ett gangstergäng, men samtidigt mycket beroende av sin mor som egentligen är den ende person han litar fullt ut på. Efter ett brutalt tågrån erkänner Cody ett mildare brott som pågick samtidigt som tågrånet för att få ett mildare straff, och han döms till tre års fängelse. En av Codys närmaste män, Big Ed (Steve Cochran), börjar försöka ta över gänget och även Codys fru Verna (Virginia Mayo). Cody bestämmer sig för att rymma från fängelset och ta itu med saken.

## Medverkande

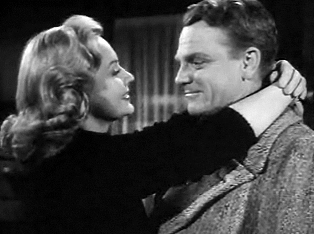
Verna (Virginia Mayo) och Arthur "Cody" Jarrett (James Cagney) vid en scen i filmen.

| James Cagney      | – Arthur "Cody" Jarrett       |
| Virginia Mayo     | – Verna Jarrett               |
| Edmond O'Brien    | – Hank Fallon / "Vic Pardo"   |
| Margaret Wycherly | – "Ma" Jarrett                |
| Steve Cochran     | – "Big Ed" Somers             |
| Ford Rainey       | – Zuckie                      |
| John Archer       | – Philip Evans                |
| Wally Cassell     | – "Cotton" Valletti           |
| Fred Clark        | – Daniel "The Trader" Winston |
| Ian MacDonald     | – "Bo" Creel                  |
| Paul Guilfoyle    | – Roy Parker                  |
| Robert Osterloh   | – Tommy Ryley                 |
| G. Pat Collins    | – "Reader" Curtin             |
| Fred Coby         | – "Happy" Taylor              |